# Сражение при Бокерон-дель-Саусе
Сражение при Бокерон-дель-Саусе или сражение при Бокерон-де-Пирис — бои между союзными и парагвайскими войсками, произошедшие 16 и 18 июля 1866 года на дальних подступах к Умайте во время Парагвайской войны.

## Перед сражением
После сражения при Ятайти-Кора начальник инженерных войск парагвайской армии англичанин Томпсон убедил маршала Солано Лопеса, что необходимо построить линию глубоких траншей: одну на севере, в Потреро-Саусе возле Пунта-Ньяро, а другую на юге, под густым лесом Исла-Карапа, чтобы из них, шедших наискосок к линии фронта противника, угрожать всему левому флангу союзников и их коммуникациям. Ночью 13 июля по приказу Солано Лопеса парагвайцы вырыли эти две траншеи и подтянули четыре тяжелых орудия, чтобы лучше обстреливать части противника в случае их атаки.
Бартоломе Митре, главнокомандующий союзными войсками, приказал разгромить закрепившийся в этом районе вражеский опорный пункт. В ночь на 16 июля он с другими командирами союзников разработали план атаки. 

## Бои 16 июля
Незадолго до рассвета (в 05:00) 16 июля уругвайская 8-пушечная батарея открыла огонь, и восемь батальонов бразильских пехотинцев ринулись вперед вместе с подразделением сапёров, вооруженных четырьмя полевыми орудиями. Их цель состояла в том, чтобы захватить самую южную из двух траншей. Бразильцы продвигались двумя колоннами: бригада генерала Мены Баррету окружала опорный пункт слева, а основные силы генерала Гильерме ди Соуза атаковали центр. Утренний туман позволил Мене Баррету незаметно пробраться сквозь подлесок у Потреро-Пирис, оттуда его войска обрушились на парагвайский правый фланг, а остальные части атаковали окопы в лоб.
Солдаты Солано Лопеса, которые еще занимались окапыванием, были застигнуты врасплох и попытались отбиться от трёх с половиной тысяч бразильцев своими лопатами. Поддерживая их, с дальних дистанций открыли огонь парагвайские орудия. Час спустя генерал ди Соуза захватил только что вырытую траншею и отбросил противника на север, в лес, где тот развернулся и возобновил огонь. Подкрепленные тремя батальонами, бразильцы продолжили атаку и приблизились ко второй траншее на тридцать шагов, после чего были в беспорядке отброшены назад парагвайскими резервами, хлынувшими из Потреро-Саусе. В 11 часов утра, после шести часов ожесточенных боев и потери более трети своих сил, бразильцы были вынуждены отойти к той же линии траншей, которую они заняли утром. Мена Баррету, продвинувшийся вдоль лагуны Пирис и понесший большие потери после двух часов обстрела парагвайской артиллерией, также отступил на исходную позицию. 
В полдень по приказу бразильского командующего генерала Полидоро да Фонсека свежая дивизия под командованием бригадного генерала Арголо Феррао, сменила ди Соуза. Бои возобновились, после того как парагвайцы выпустили много ракет Конгрива, а затем перешли в атаку, стремясь отбить потерянную утром траншею. Каждые полчаса маршал Солано Лопес волнами отправлял в атаку свежие батальоны, надеясь добиться штыками, копьями и саблями того, чего не удалось добиться артиллерией. Парагвайский полковник Э. Акино, командовавший этими атаками, был смертельно ранен. Но парагвайцам, проведшим четыре атаки, не удалось выбить Арголо Феррао из Пунта-Карапа.
В сумерках, около десяти вечера, бригада генерала Карнейро Монтейру из пяти бразильских батальонов сменила поредевшую дивизию Арголо; четыре аргентинских батальона полковника Эмилио Конесы остались в резерве. Хотя союзники потеряли полторы тысячи человек, столько же, сколько и парагвайцы, все же битва была завершена только наполовину. Бразильские сапёры начали углублять захваченные траншеи.

## Бои 18 июля
18 июля войска Тройственного союза возобновили операцию. На этот раз, чтобы не позволить Лопесу перебрасывать войска, атаки на обе траншеи производились одновременно. Уругвайские, бразильские и аргентинские батальоны атаковали Пунта-Ньяро, а бразильские и аргентинские от Пунта-Карапа двинулись в Исла-Карапа. 
Парагвайские батареи открыли огонь по союзникам, атаковавшим Пунта-Ньяро, но не смогли остановить атаку превосходящих сил, которые продвинулись в глубь Бокерон-Норте. Однако вскоре правый фланг союзников подвергся артиллерийскому и ракетному обстрелу из траншеи Потреро-Саусе, что остановило их атаку. С юго-востока аргентинские силы пытаются продвинуться через лес Исла-Карапа в попытке обойти с фланга позицию Потреро-Саусе, но их обстреливает артиллерия указанной траншеи и траншеи Пасо-Гомес, в то время как парагвайские стрелки майора М. Коронеля обстреливают из-за деревьев. Аргентинцы были отбиты, хотя Коронель погибает в бою. Одновременно с боем в Бокерон-Норте, на юго-западе бразильские войска продвигаются через Потреро-Пирис, достигая вершины, соединяющей два Бокерона, но отбрасываются артиллерией из траншеи Бокерон-дель-Саусе и парагвайскими стрелками.
Узнав о провале наступления союзников, генерал Венансио Флорес приказал провести новую крупномасштабную атаку на Потреро-Саусе. Войскам под командованием уругвайского полковника Леона де Пальеха после ожесточенного боя и многочисленных потерь удалось взять траншею Потреро-Саусе, вынудив парагвайцев отойти в лес, но другой, уругвайско-бразильский, отряд, атаковавший непосредственно позицию Бокерон-дель-Саусе, был отбит.
Лопес приказал вернуть утраченную позицию Потреро-Саусе, и вскоре последовала яростная контратака во главе с Хосе Эдувихисом Диасом, в результате которой парагвайцы сумели выбить противника, потерявшего своего командира Леона де Пальеху, из захваченной траншеи. Генерал Венансио Флорес отдает приказ о новом штурме, в нем участвуют уругвайские и аргентинские части, но парагвайцам удалось закрепиться в отвоеванной траншее и в окружающих лесах, поэтому атака отбивается, союзники несут большие потери.
В 13:00 союзники получили приказ отступить. Большие потери вынудили генерала Венансио Флореса отказаться от взятия Бокерон-дель-Саусе.